# Håkan Steijen
Håkan Steijen, född 8 juli 1949 i Hägersten i Stockholm, död där 21 mars 2015, var en svensk musiker, konstnär och författare.

## Biografi
Steijen avlade studenten 7 maj 1968 på gymnasiets allmänna linje vid Högre allmänna läroverket för gossar å Norrmalmi Stockholm, det som kallades Norra Latin. Därefter studerade han konstvetenskap vid Stockholms universitet 1968–1969 samt gick ABF:s målarskola 1969–1970. Ett par år i början av 1970-talet studerade han vid Grundskolan  för konstnärlig utbildning, "Grundis", i Stockholm.  Under denna period tog hans musikintresse fart och inspiration hämtades från artister som Joan Baez, Bob Dylan och Donovan. Den egna musikaliska banan inledde han som trubadur på krogen Den gamla tiden. Han hade sökt in till lärarhögskolan och antogs i Härnösand, men konst- och musikintresset var starkare än lärarkallet. 1972 fick han ett par längre engagemang i Umeå förmedlade av Ema Telstar.
1971 debuterade han på skiva på etiketten Intersound tillsammans med Tommy Hansen; duonamnet var Tommy & Håkan. Singeln hade sången Belinda som nummer 1, med båda som upphovsmän, samt Utö-visan av Evert Taube som nummer 2. Omslagsbilden visar Tommy Hansen och Håkan Steijen som spelar på en gata i Stockholm. Två år senare kom två singlar med Håkan Steijen, Hjälp mig ur min ensamhet på Imas records tillsammans med Malou Lindblad samt Vakna du/Höstvals på Intersound.
Håkan Steijen var medlem i Visans vänner., i SKAP, Föreningen svenska populärauktorer, medlem i STIM, Svenska Tonsättares Internationella Musikbyrå 1973 1976 blev han medlem i Yrkestrubadurernas förening, YTF,  och var under två perioder dess ordförande, 1981-1985 och 1986-1988..
Håkan Steijen spelade in bland annat åtta LP-skivor och tre CD-skivor, den sista kom 2010. Han medverkade även i flera andra inspelningar. Utöver att komponera och vara trubadur ägnade han en stor del av sin tid åt att måla och teckna. Drygt ett fyrtiotal utställningar med hans verk är kända. Håkan Steijen skrev även i tidningar, framförallt i Norrskensflamman. Han bidrog med recensioner av konst och musik, skrev reportage, många gånger med egna illustrationer. Tillsammans med Arvid Rundberg reste han till Kazakstan 1987. Rundberg skrev tre artiklar vilka Steijen illustrerade men han skrev även en egen artikel från Kazakstan.

## Priser, utmärkelser, stipendier och bidrag
- 1966 – Ungdomens Fredsförbund, andra pris[24]
- 1975 – Club Malmens Artisttävling första pris.[25][26]
- 1976 – Resestipendium från Konstnärsnämnden[27]
- 1978 – Kulturstipendium, Konstnärsnämnden[28]
- 1978 – Lions Hägersten-Skärholmen, stipendium[29]
- 1981 – Konstnärsbidrag, Konstnärsnämnden[27]
- 1982 – Konstnärsbidrag, Konstnärsnämnden[27]
- 1984 – Stipendium från STIM[30]
- 1985 – Konstnärsbidrag, Konstnärsnämnden[27]
- 1986 – Konstnärsbidrag, Konstnärsnämnden[27]
- 1986 – Dikt- och Tonfestivalen i Liljendal, Finland, tredje pris i vistävling med "Kattvisan"[31]
- 1987 – Bidrag från STIM[27][32]
- 1989 – Hederstecken i silver av Visans vänner[33][34]
- 1990 – Nils Ferlin-Sällskapets trubadurpris[35][36]
- 1990 – Visans Vänner på Skansen 26 augusti 1990, första pris i Barnklassen med "Djuren som jag känner"[37][38]
- 1991 – Ettårigt konstnärsbidrag, Konstnärsnämnden[27]
- 1992 – Ettårigt konstnärsbidrag, Konstnärsnämnden[27]
- 1994 – SKAP-stipendium[39]
- 1998 – Arbetsstipendium, Konstnärsnämnden[27]
- 1999 – Arbetsstipendium, Konstnärsnämnden[27]
- 2006 – Ejnar Westling-stipendiet[39]
- 2009 – Hedersledamot i YTF[40]

### Böcker
- Änglar och smeder[41]
- Änglar och smeder, talbok[42]
- Ungdomens vår[43]
- Änglar och smeder, överförd till digital talbok[44]

### Noveller
- 1981 – Biblioteket[45]
- 1981 – Bröderna Berghem och gumman som rodde från Botholmen[46]
- 1981 – Fotbollsdrömmar[47]
- 1981 – Mormor och tant Hemming på Hägerstens gård[48]
- 1988 – Mormors kängor, med illustration[49]
- 1988 – Inbiten ungkarl, med illustration[50]
- 1988 – Starköl, med illustration[51]
- 1988 – Prutt-Kalle, med illustration[52]
- 1988 – Tillfälle[53]

### Artiklar
- 1975 – Min musik till Karlfeldt[54]
- 1981 – Landsortsstadens gemyt rådde i 50-talets Hägersten[47]
- 1986 – Skriver om barndomen i Hägersten[55]
- 1987 – Specialist på jazz och visan, med illustration[56]
- 1987 – Intensiv konsthöst[57]
- 1987 – Hård kritik av TV:s musikutbud[57]
- 1987 – Höken - mångsidig målare på Söder[58]
- 1987 – Theodorakis musik - en stor upplevelse[59]
- 1987 – Gamla visor och nya recension av Tore Bergers skiva Prickar på mitt golv[60]
- 1987 – Dikter för tröst och läkedom recension av Dan Anderssons dikter i samlingsutgivning[61]
- 1987 – Julkonsert i Borgå, med illustration[62]
- 1988 – Mexiko - folkets grafik[63]
- 1988 – Om jag vore kulturminister[64]
- 1988 – Målningar med ironi och glädje[65]
- 1988 – Lucidor förste svenske visdiktaren debuterade för 300 år sedan, med illustration[66]
- 1988 – Musikteater om Bellman, recension, med illustration[67]
- 1988 – Kafferepet i Axelsberg,[68]
- 1988 – Trubadurer kritiserar radions musikutbud[69]
- 1988 – Gustav III på Stadsteatern, recension av August Strindbergs Gustav III, med illustration[70]
- 1988 – Ruben Nilsson, Skald, målare, plåtslagare och en särling bland visdiktare, med illustration[71]
- 1988 – Torgny Björk. Herr T - 50 år[72]
- 1989 – På konstpromenad hos Tre illustratörer[73]
- 1988 – Gallerierna hetare än Dallas, gallerirunda[74][75]
- 1990 – En trubadur möter Bellman, Hägerstensbygden[68]
- 1990 – Broder Tor är borta[76]
- 1990 – Sveriges nationalskald Evert Taube 100 år, med illustration[77]
- 1990 – Från slakt i svinottan till djupfryst kotlett i plast, museireportage med illustration[78]
- 1991 – Hofors - järnbrukssamhälle i 400 år, med illustration[79]
- 1991 – Göteborgsvår, reseberättelse med illustration[80]
- 1991 – Färöarna - okänt (och bakvänt) land i Norden, med illustrationer
- 1991 – Sevärt på Söder[81]
- 1991 – Rembrandt humanist med känsla för dramatik[82]
- 1992 – Carl Larsson på Nationalmuseum - Inte bara idyll, med illustration[83]
- 1992 – Ölandsvår, text och illustrationer av Steijen[84]
- 1992 – Arthur Millers En handelsresandes död på Dramaten, recension[85]
- 1992 – En mustig dödgrävare, recension av Hans Alfredsons pjäs Dödgrävaren[86]
- 1992 – Herr T sjunger ännu mera Ruben Nilsson, med illustration, recension av "Ännu mera Ruben Nilsson"[87]

### Övrigt
- 1983 – Aspuddsvisan[88]

### Illustrationer
1987 – Rundresa i Kazakstan
1988 – Jubileumsinsamlingen 1987
1988 – Karlshälls gård visans nya hem
1990 – Birka inte Ansgars stad
1990 – På Medeltidsmuseet lever arbetets historia
1990 – Vikingatiden - fredlig högkonjunktur
1990 – Stockholms Folkets Hus 90 år
1990 – "Vi gå till Utö för natten" Taube med komplikationer
1990 – Judarna i Sverige 1557-1933
1990 – Folklivsforskarna håller liv i gamla legender
1991 – Musikens historia för små och stora barn
1991 – Stadsvandring i klasshistoria
1991 – Stockholmshistoria genom 600 år
1991 – Stockholm -  Finlands huvudstad 1253 - 1809
1991 – Korstågen - om den europeiska intoleransens och arabhatets rötter

## Diskografi[11]
- 1971 – Belinda/Utövisan Intersound, tillsammans med Tommy Hansen, EP (samtliga uppgifter från SMDB. r
- 1973 – Hjälp mig ur min ensamhet/Mitt eget land tillsammans med Malou Lindblad, EP
- 1973 – Vakna du/Höstvals, EP
- 1974 – Här har du havet  Imas-records, LP
- 1974 – Allt du gör, Malou Lindblad, Håkan Steijen medverkar som gitarrist,
- 1975 – Bråkmakargatan och Bullerbyn, Imas, Singel
- 1977 – Inspiration Ytf, LP
- 1980 – I Fridolins spår Ytf, LP [104]
- 1981 – Figurer, Ytf, LP
- 1983 – Ruben Nilson1893-1971 : jubileumskonsert på 90-årsdagen, medverkar som gästartist, kompaktkassett
- 1983 – Visor till lands och sjöss : Visans vänner i Stockholm firar Visans dag i Norden, medverkar, kompaktkassett
- 1983 – Skuggsida, Ytf, LP
- 1984 – Free lancer Ytf, LP
- 1987 – Dikter av Erik Axel Karlfeldt i ord och ton, Svärdsjö, Karlfeldt-samfundet, spår 15 Statarvisa, kompaktkassett
- 1987 – Bagage, Ytf, LP
- 1990 – Solljus över stan, Ytf, LP
- 1990 – Solljus över stan ; Om jag haft en trubadur, Ytf, EP
- 1990 – Visans skepp, Storebro : kassett 2, spår 6 Svarte Rudolf, Stiftelsen brukskultur kompaktkassett
- 1993 – Tjugofyra Ruben Nilson : Visans vänner hyllar hundraåringen Ruben Nilson, spår 19 Plåtslagaren, Hässelby:Musicant. CD
- 1997 – Södertrubadurer : live Södergök oktober '96, spår 1, 8, 16, Ancha, LP
- 2001 – Sånger i stan,  Ytf, CD[105]
- 2001 – Förstadsblues, Ytf, CD
- 2001 – -ha visorna tänkt : 14 visartister sjunger Nils Ferlin, spår 16. Och förde du, Ytf(r) CD
- 2010 – Moderna tider , Ytf, CD

### Artister som spelat in Håkan Steijens musik[11]
- 1974 – Allt du gör, Malou Lindblad,
- 1975 – 24 svenska och engelska toppar, spår 10 Där vi fanns, Muskringen 1975 LP
- 1975 – Du ska de att det ordnar sig, Malou Lindblad, samt spår 2 Där vi fanns, Imas-records Singel
- 1981 – När blir det min tur, Janne Svensson, spår 7 Visst är du ensam, GM Production, LP
- 1982 – Sånger om rättvisa och fred, Torbjörn Lantz, spår 3 För vårt liv, Håkan Steijen kompositör, arrangör, Det låter som musik, LP
- 1985 – Årstider, Sven-Bertil Taube, spår 3 Morgon i Antibes EMI Svenska, LP
- 1986 – Sub Luna/Karlfeldt, Ulf Johan Tempelmann, spår 12 En förtappad, spår 13 Som liljorna i natten, Ytf LP
- 1987 – Byoriginalet och månen, Kenneth Lindholm, spår 11 Fiskar-Ludde, Nordkult, LP
- 1992 – Möte med musik : 18 svenska visor i nya tolkningar av Jan Olof Andersson, STIM, LP
- 2011 – Till behag : visor av skilda slag / Lars-Åke Andersson, Åkersberga Ytf(r) Records, CD

### Övrigt radio - TV[11]
- 1981 – SVT, TV1, 1981-02-19 kl 18.10 Kafe 18: Håkan Steijen - Skansen 90 år i studion finns även Nils-Erik Baehrendtz
- 1981 – SR P3 1981-05-04 kl 21.30  I Fridolins spår. Ett minnesprogram i dikt och ton, Håkan Steijen och Anita Wall[106]
- 1981 – SVT, TV1, 1981-08-16 Petterssons Ekensvisa framförs av Håkan Steijen[107]
- 1984 – SR P3 1984-11-17 kl 12.00 Ruben Nilson i Vaxholm en inspelning från den 14 juli - under Visfestivalen[108]
- 1985 – SR P3 1985-06-12 kl 21.30 Tema: Erik Axel Karlfeldt. I en inspelning från Musikmuseet i Stockholm den 3/2 medverkar Håkan Steijen och Ulf Johan Tempelman samt violinisten Ulf Ingwall
- 1985 – SR P3 1985-08-31 kl 12.05 YTF på Mosebacke I en inspelning från den 27/6 under Stockholms Visdagar möter vi medlemmar av Yrkestrubadurernas förening presenterade av Håkan Steijen.
- 1986 – SR P2 Lätta timmen 1986-03-05 kl 16,30 Ruben Nilsson: Tre visor. Fimpen och tändstickan.-Bileams äsna.- Den gamla Fordens klagan. Håkan Steijen, sång och gitarr.
- 1986 – SR P2 Sven-Bertil Taube, 1986-06-03 kl 22.00  3. HåkanSteijen: Morgon i Antibes, Hommage a Evert Taube (tonsättare). Instrumentalack. EMI 1361951.
- 1987 – SR P2 Sven-Bertil Taube, 1987-10-26 kl 12.30  Djuren har fått ungar.  2. Håkan Steijen: Morgon i Antibes (Hyllning till Evert Taube) (tonsättaren).
- 1988 – SR P3, Lunchmusik från Radiounderhållningen 1988-02-16 kl 12.30 Med trubadurerna Håkan Steijen och Jonas af Roslagen i en direktsändning från Radiohuset i Stockholm.
- 1990 – SR P2, Grammofontimmen 1990-10-09 kl 14.00 3,E' fin vise (Valdemar Dahlgren/Gustaf Fröding). Håkan Steijen sjunger till eget gitarrackompanjemang och en instrumentalensemble. YTF 50436-140. 557-04.
- 2002 – SR P2 1002-10-27 Håkan Steijen sjunger visor, Håkan Steijen berättar för Torbjörn Ivarsson om sina visor och spelar musikexempel, Sänds i repris i SR P2 2003-08-03 kl 18.03.[109]
- 2003 – Återkomst, Evert Taube, ljudbok, inläsare Sven-Bertil Taube, innehåller Morgon i Antibes, Bonnier Audio

## Utställningar
- 1972 – ABF 26 oktober - 9 november Fruängen Teckningar[110]
- 1973 – Karlstad, Galleri Lyktan 6-14 oktober[111][112]
- 1974 – Karlstad, vårutställning
- 1975 – ABF-lokalen, Fruängen, Vårsalong oljemålningar, teckningar[113][114][115]
- 1975 – Galleri Pictor Julsalong[116]
- 1976 – Galleri Pictor, Stockholm[117][118]
- 1976 – Galleri Pictor, Stockholm Olja och teckningar 16 oktober[119][120]
- 1976 – Galleri Gashon, Stockholm, Julutställning[121]
- 1977 – Slakteriförbundet, Stockholm[7]
- 1977 – Galleri Pictor[122]
- 1978 – Liljewalchs, Vårsalongen[123]
- 1978 – Galleri Pictor, Stockholm sett från Söder, akvareller pasteller[124]
- 1978 – Galleri Pictor, Samlingsutställning, Stockholm[125]
- 1978 – Lions Hägersten-Skärholmen[29][126]
- 1978 – Galleri Pictor, Stockholm, vernissage 4 november.[127]
- 1979 – Galleri Pictor, Julsalong[128]
- 1980 – Mariagalleriet, Stockholm[129]
- 1980 – Konstfrämjandet, Stockholm[130]
- 1981 – Sätra Gård[131]
- 1981 – Emaljkonst, Åkerö, Leksand[132][133]
- 1981 – Konstfrämjandet, Stockholm[134]
- 1982 – Konstfrämjandet Örebro
- 1982 – Liljewalchs, Stockholm, Vårutställning, oljemålningar[135]
- 1983 – Konstfrämjandet, samlingsutställning[136]
- 1985 – Konstfrämjandets vårutgivning, samlingsutställning[137]
- 1985 – Galleri Visa, Västervik[138]
- 1985 – Konstfrämjandet, samlingsutställning[139]
- 1985 – Biblioteket, Aspudden[140]
- 1986 – Galleri Greven[141][142]
- 1987 – Galleri Flamingo, Falkenberg Målande trubadurer -  Rune Andersson, Håkan Steijen, Jonas af Roslagen[143]
- 1987 – Ny samlingsutställning på Konstfrämjandet, V. Långgatan, Stockholm[144]
- 1989 – Galleri Greven, Stockholm[145]
- 1990 – Konstfrämjandet Samlingsutställning[146]
- 1990 – Vår teater, Husby,Tre vänner, tre temperament[147]
- 1991 – Movitz Stockholm, Tre målande trubadurer[148]
- 1992 – Restaurang Södergök, miniutställning[149]
- 1992 – Aspudden, Stockholm, Nära havet[7]
- 1992 – Galleri Vadeau!?[150]
- 1993 – Aspuddens bibliotek 13 november - 12 december[7]
- 1993 – Hanssons veranda, Mellingeholm, Norrtälje[7]
- 1994 – Restaurang Södergök, Cirkusliv[151]
- 1995 – Restaurang Corso, Samlingsutställning[152]'
- 1996 – Restaurang Södergök, Nymålat[153]
- 1999 – Galleri Hades Aspudden, Stockholm Lyrik i olja[7]
- 2000 – Eksgården, Gårdby, Öland[154]
- 2001 – Mosebacke Galleri, Stockholm[155].
- 2001 – Galleri Fenix, Aspudden, Stockholm[156]
- 2003 – Galleri Fenix, Aspudden, Stockholm
- 2007 – Målningar av Steijen, Spånga bibliotek[157]
- 2008 – Galleri Hades, Aspuddens bibliotek, Stockholm[7]
- 2008 – Julsalong, fd. fiskaffären Manhemsgatan/Vapengatan Aspudden[158]
- 2012 – Konst i Aspudden, Kryckan, Hägerstensvägen 19.[159]
- 2013 – Aspuddens Kulturförening, Konst i Aspudden[160]
- 2013 – Höstsalong i Aspudden,  Kryckan, Hägerstensvägen 19[161][162]
- 2014 – Vårsalong, Kryckan, Hägerstensvägen 119[163]
- 2014 – Höstsalong, Kryckan, Hägerstensvägen 119[164]